# Macroinvertebrado
El término macroinvertebrados se utiliza comúnmente para referirse a animales invertebrados tales como insectos, moluscos y anélidos. Estos viven en los cuerpos de agua, pueden verse a simple vista y pueden ayudar a entender la salud de los cuerpos de agua.

## Macroinvertebrados

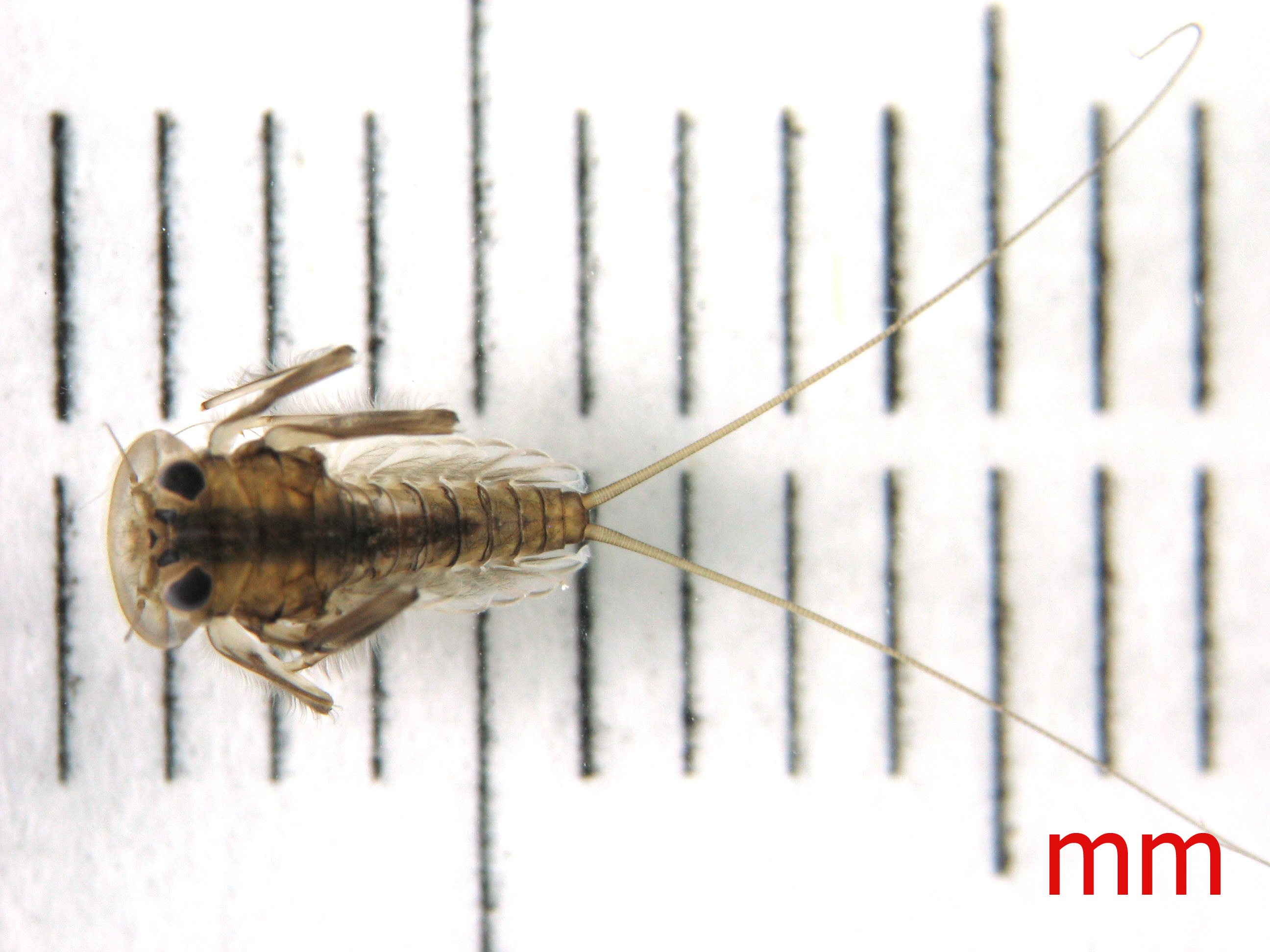
Orden: Ephemeroptera; Familia: Heptageniidae.

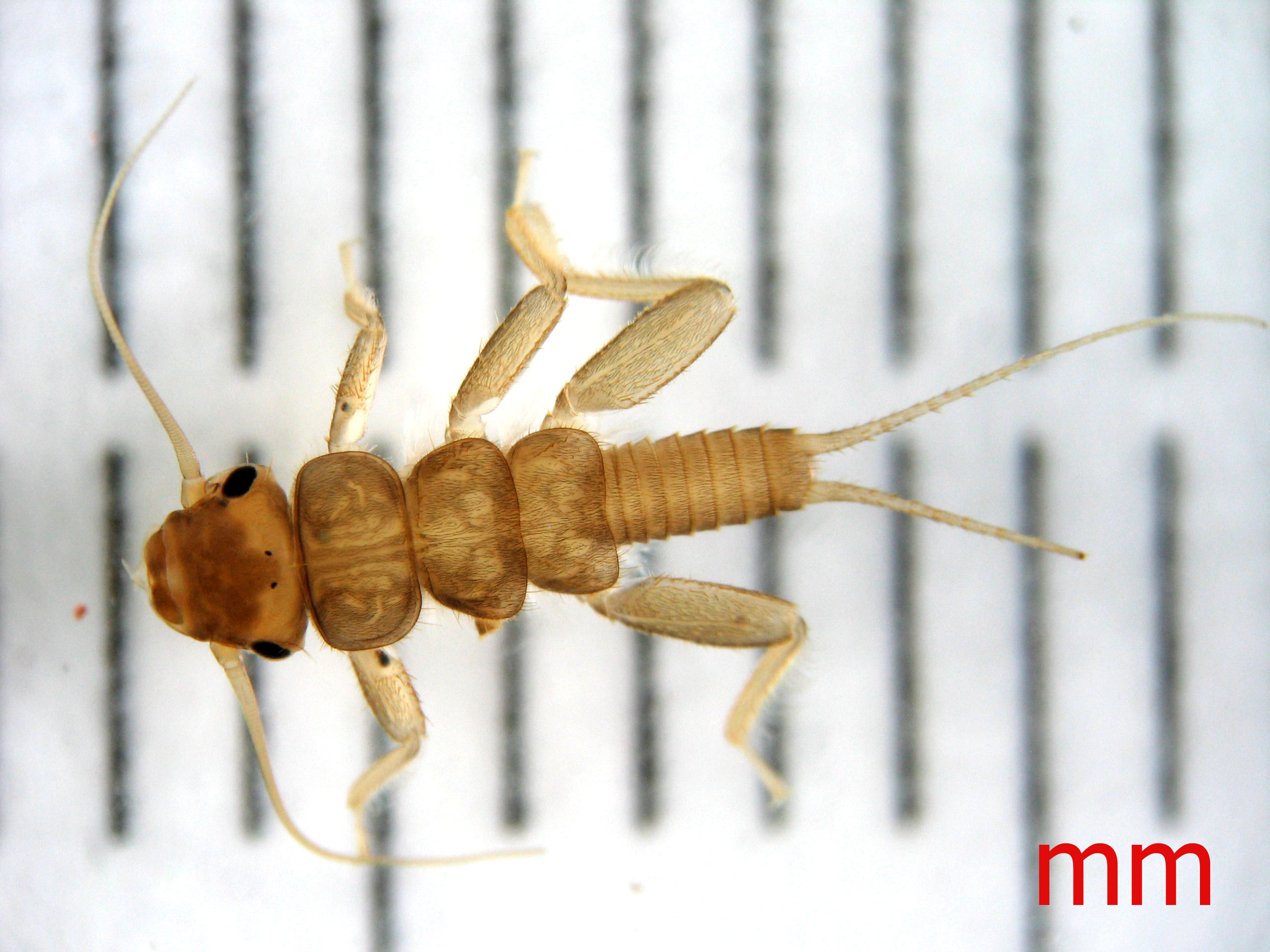
Orden: Plecoptera; Familia: Perlidae.

El término macroinvertebrados se utiliza comúnmente para referirse a animales invertebrados tales como insectos, crustáceos, moluscos y anélidos entre otros, los cuales habitan principalmente sistemas de agua dulce. Existen varias definiciones acerca del punto en el cual los macroinvertebrados se separan de los microinvertebrados, pero en términos generales se acepta un tamaño de 500µm (0.5 mm) o superior para los macroinvertebrados. Los macroinvertebrados pueden pertenecer al necton cuando son nadadores activos, al neuston cuando habitan la superficie del agua, o al bentos si permanecen la mayor parte del tiempo en el fondo del cuerpo del agua, ya sea en sustratos orgánicos como el detrito, plantas acuáticas, hojarasca, ramas y troncos, o cualquier substrato inorgánico, como rocas, grava y arena. Estos organismos además pueden habitar tanto ecosistemas lóticos como lénticos.
Los instrumentos empleados para capturar macroinvertebrados son muy variados. La elección de un instrumento depende de los objetivos perseguidos y las características del sistema acuático en el que se esté realizando el estudio. Para estudios de monitoreo de ambientes acuáticos, en sistemas lóticos, la EPA recomienda la red de Surber, la red de Hess, la red en D, la red rectangular y la red de pateo Para los sistemas lénticos, el instrumento más utilizado es la draga de Ekman.
Los macroinvertebrados, especialmente los insectos, han sido utilizados en biomonitoreo, como indicadores de la calidad de ambiente; debido a su abundancia y la relativa movilidad que presentan, además de ser organismos relativamente fáciles de recolectar y observar, y exhibir un amplio rango de respuestas al estrés ambiental

### Métodos en biomonitoreo acuático

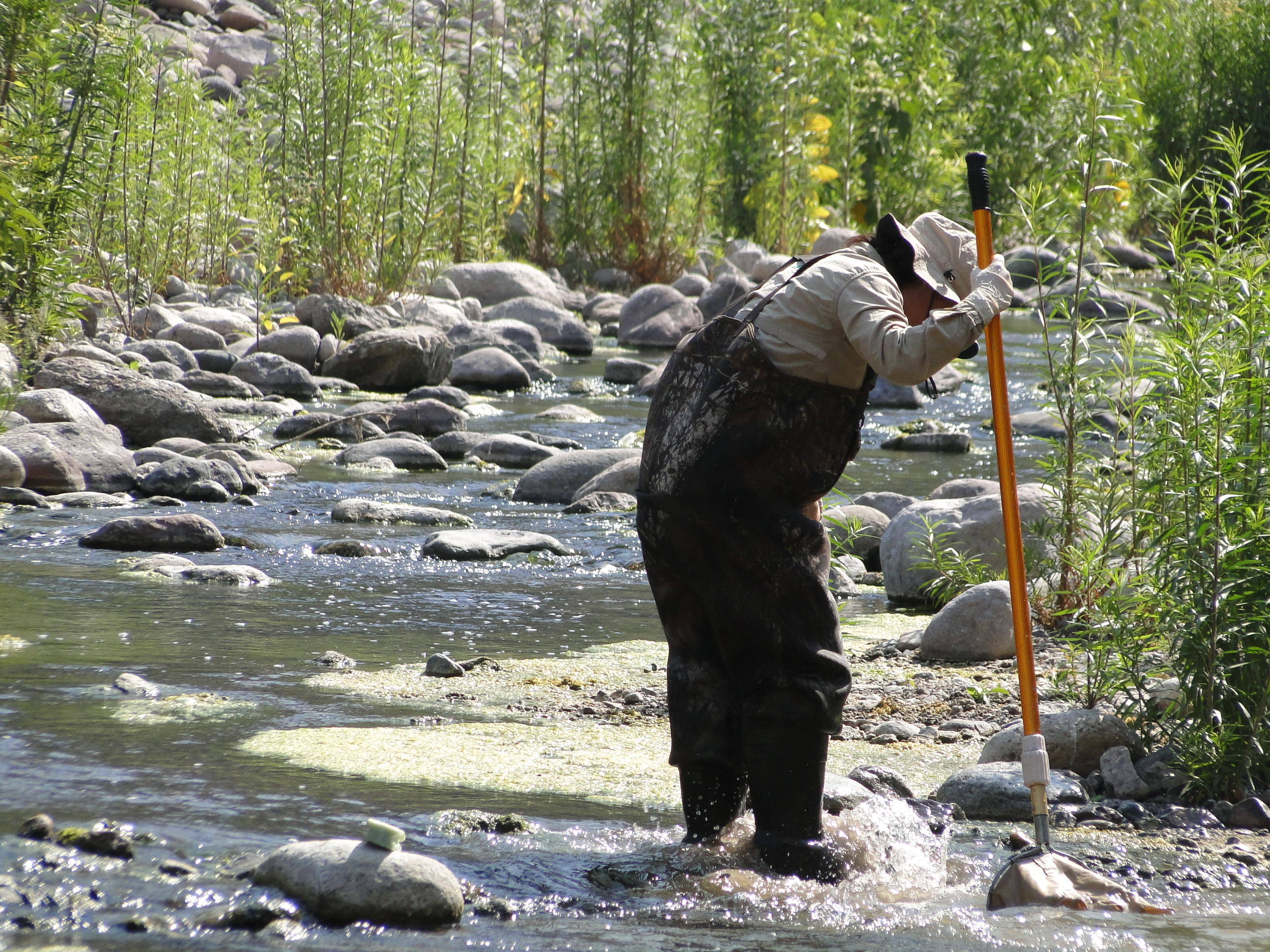
Método de colecta de macroinvertrebados en ríos utilizando red en "D".

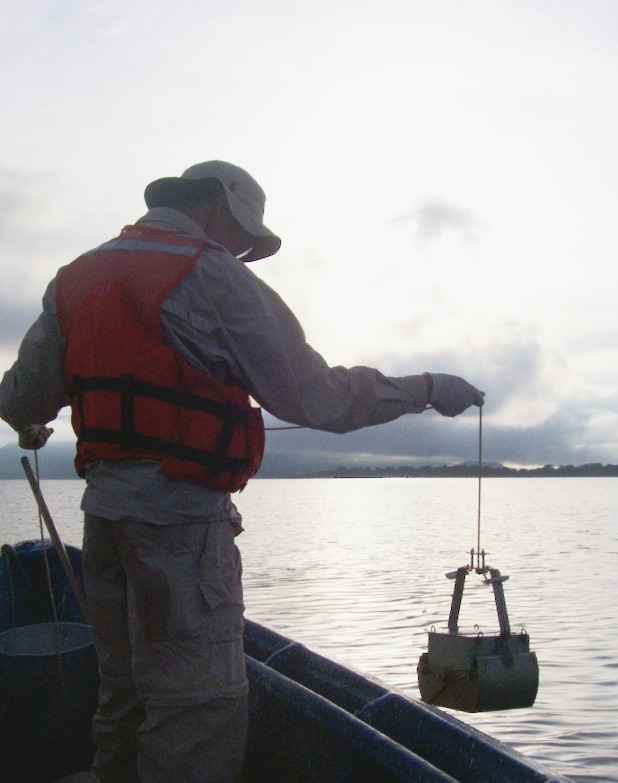
Método de colecta de macroinvertrebados en lagos utilizando draga Eckman.

En el biomonitoreo en ambientes acuáticos se han desarrollado métodos que utilizan diferentes poblaciones o comunidades de macroinvertebrados. Los índices bióticos utilizan poblaciones de un determinado taxón con tolerancia o sensibilidad a ciertos contaminantes para clasificar el grado de contaminación en el ambiente; un ejemplo de ello es la abundancia de tubifícidos, los cuales tienen una alta tolerancia a condiciones anaeróbicas en el ambiente y por ello pueden ser abundantes en ambientes con alta contaminación[cita requerida] orgánica. Algunos organismos, como los del orden plecoptera, son muy sensibles a la contaminación, mientras que la mayoría de familias del orden díptera, son tolerantes a ella, sin embargo algunas familias, como Simuliidae, habitan en aguas con alto porcentaje de oxígeno y en general poco contaminadas.
Existen una amplia diversidad de métodos que utilizan a la comunidad de macroinvertebrados para evaluar la calidad del ambiente. Algunos ejemplos de métodos en los que se utiliza a la comunidad son los Índices de Integridad Biótica (IBI), en el que se contabiliza la riqueza de taxa en una comunidad considerando que la riqueza disminuye con la calidad del agua; otro método utilizado es la riqueza de los grupos ephemeroptera, plecoptera y trichoptera (EPT), cuyos organismos son sensibles a la contaminación del agua. Otro método para evaluar la calidad de un ambiente acuático es el de abundancia relativa de EPT con abundancia de Chironomidae, que parte de la idea de que cierto estrés disminuye o incrementa el número de individuos, y por último los índices de diversidad que utilizan la riqueza y abundancia de taxones; cuando los valores son altos indican una comunidad estable y equilibrada.